# 幡山村
幡山村（はたやまむら）は、かつて愛知県愛知郡にあった村である。愛知郡の最北東部に位置していたが、現在は瀬戸市の南部に該当する。
この地には古より本地村、菱野村、山口村の３つの村があり、中世以前は山田郡に属し豪族が住み着いた土地である。明治22年に本地村と菱野村が合併し、本地村にあった八幡社の「幡」と菱野村にあった熊野社の「野」から一文字を取って幡野村とした。この幡野村が明治39年に東隣りの山口村と合併し幡山村が誕生した。昭和の大合併まで存続したが、昭和30年に瀬戸市に編入され消滅した。村名は幡野村の「幡」と山口村の「山」から一文字ずつ取った合成地名である。
北南東の三方を丘陵地に囲まれ里山がある農村地帯であった。かつては陶磁器（瀬戸焼）生産の燃料として周辺の樹木が伐採され丘陵地が禿山となったが、治水対策で植林が行われた。
瀬戸市への編入以降北部丘陵地に大規模な菱野団地が造成され、愛知環状鉄道線の開通で人口が急増した。旧村域の2018年4月1日現在の推計人口は40,543人。
2005年3月25日 - 9月25日に行われた2005年日本国際博覧会（愛・地球博）の瀬戸会場も旧村域である。

## 沿革
- 江戸時代末期、この地域は尾張藩領であった。
- 1889年（明治22年）10月1日 - 本地村と菱野村が合併し、幡野村となる。
- 1906年（明治39年）5月10日 - 幡野村と山口村が合併し、幡山村となる。
- 1955年（昭和30年）2月11日 - 瀬戸市に編入される。編入時の人口は5,313人。

## 神社・仏閣
- 山口八幡社
- 熊野神社
- 本地八幡社
- 梶田神社
- 宝泉寺
- 興福寺
- 仙寿寺
- 西光寺
- 宝生寺
- 長慶寺
- 本泉寺

## 交通

### 鉄道路線
- なし[3]

### その他公共交通
- 国鉄バス 岡多線